# Sveriges textilindustri

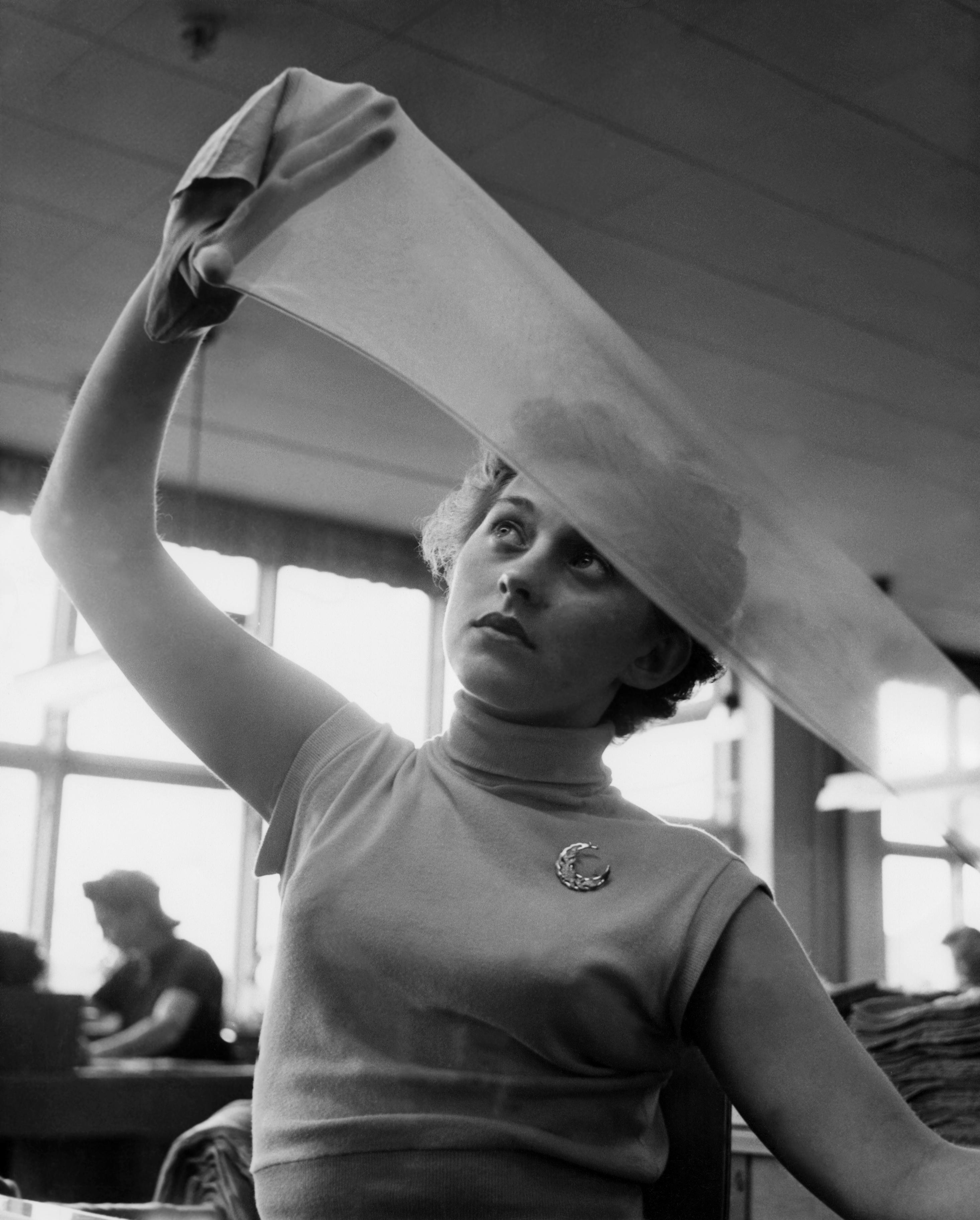
Nylonstrumpetillverkning vid Malmö Strumpfabrik 1954.

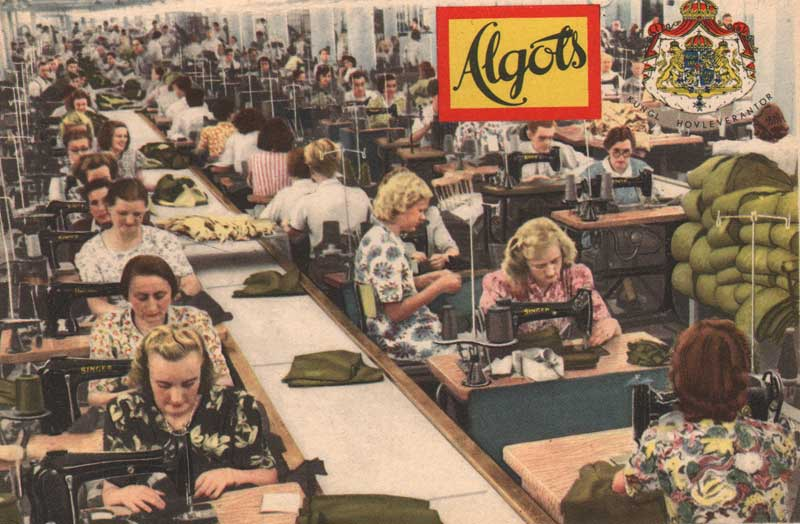
Algots var ett av de företag som försvann under krisåren.

Sveriges textilindustri började att byggas upp under 1800-talet och kan sägas ha levt kvar, om än i starkt avtagande utsträckning, fram till senare delen av 1900-talet. Nedgången för den svenska textilindustrin från 1950-talet och framåt medförde att de flesta jobb inom branschen försvann på ett par årtionden och "textilkrisen" blev under denna tid ett allmänt begrepp. Den svenska textilindustrin har ända sedan start haft sitt centrum i Borås och Sjuhäradsbygden.

## Historik
Sveriges textilindustri växte fram under 1800-talet, främst i västra Sverige. Innan dess, från 1600-talet, fanns hantverksfabriker, främst för försvarets behov, bland annat i Norrköping och Stockholm. De första mekaniska bomullsspinneriet Gamlebo Kullen grundades 1796 i Lerums kommun och 1813 i Sjuntorp. Det första mekaniska bomullsväveriet anlades 1834 i Rydboholm. Även yllefabrikerna i Norrköping och Malmö kom senare att mekaniseras. I Sverige gick dock industrialiseringen sakta, i Storbritannien hade en liknande industrialisering redan inletts under mitten av 1700-talet. Först omkring 1870 kom fabriksproduktionen i Sverige att överstiga hemslöjden i volym. Textilindustrin kom dock främst att vara baserad på importerade råvaror.
Kring sekelskiftet 1900-talet hade Sverige en betydande textilindustri med tyngdpunkt i vissa geografiska områden: Göteborgs- och Norrköpingsområdena, Sjuhäradsbygden och i Skåne-Halland. Tillväxten fortsatte till början av 1950-talet, då textilindustrin gav Sverige en självförsörjningsgrad på 85 procent och hade ca 70 000 anställda. En nedgång började därefter, först orsakad av konkurrens från den modernare nyuppbyggda västeuropeiska textilindustrin. Därefter kom konkurrensen från låglöneländer inom och utom Europa samt en frihandelsvänlig politik att ytterligare förstärka nedgången inom branschen. Sysselsättningen minskade kraftigt under åren 1950 till 1968 (ca 60 procent), främst inom ylle- och bomullsindustrin. Detta framtvingade en radikal omstrukturering av den svenska textilindustrin, vilket kom att resultera i nedläggningar, fusioner, ändrad produktionsinriktning, ökad import av garn och väv samt export av färdigvaror. Trots minskad sysselsättning ledde omstruktureringarna till att industrin i början av 1970-talet uppnådde sin dittills högsta produktionsvolym. Men denna har, liksom sysselsättningen, minskat från mitten av 1970-talet, trots statligt stöd fram till 1993.
Det som utmärkt textilindustrin var att de anställda hörde till de sämst betalda industriarbetarna. Vidare bestod arbetskraften främst av kvinnor och gör så ännu idag globalt sett. Textilbranschen var bland de första som kände av omsvängningar och strukturomvandlingar och när produktionen i Sverige började försvinna på 1950-talet, flyttades många textiljobb utomlands till Finland och Sydeuropa, varifrån arbetstillfällena nu i sin tur flyttats till Kina och Indien. Förklaringen till detta kan sökas i att det är relativt enkla maskiner och utrustning som behövs och att kvinnornas flinka fingrar ansetts passa väl inom yrket.
Tidigare hade textilindustrin konfektionsindustrin som sin helt dominerande kund. Numera är man i stället i stor utsträckning underleverantör till helt andra industrier, till exempel bilindustrin (krockkuddar och sätesbeklädnad) och pappersindustrin (filt). Rationaliseringar under 1990-talet har gjort att den svenska textilindustrin flyttat stora delar av sin produktion till låglöneländer. Ett exempel på detta är Borås Wäfveri AB, som med köpet av det estniska textilföretaget Kreenholms manufaktur 1994 inledde en successiv utflyttning av produktionen till fabriken i Narva, där till sist all produktion ägde rum. Bolaget gick i konkurs 2010. I slutet av år 2002 stängde landets sista yllefabrik för beklädnadsväv, Marieholms Yllefabriks AB, portarna.
Några svenska textilföretag som tack vare nischad verksamhet, t.ex. inredning till bilindustrin, filtermedia och växthusväv, fortfarande finns kvar är Almedahl-Fagerhult AB, Albany Nordiskafilt AB, AB Fodervävnader (FOV), AB Ludvig Svensson och Nordifa AB. År 2014 uppgick antalet anställda till 6 110. Produktionsvärdet var då cirka 10,8 miljarder kr.